# Сан-Роке (департамент)
Департамент Сан-Роке  (исп. Departamento de San Roque) — департамент в Аргентине в составе провинции Корриентес.
Территория — 2243 км². Население — 18366 человек. Плотность населения — 8,20 чел./км².
Административный центр — Сан-Роке.

## География
Департамент расположен на западе провинции Корриентес.
Департамент граничит:
- на северо-западе — c департаментом Саладас
- на северо-востоке — с департаментом Консепсьон
- на юго-востоке — с департаментом Мерседес
- на юго-западе — с департаментом Лавалье
- на западе — с департаментом Белья-Виста

## Административное деление
Департамент включает 4 муниципалитета:
- Сан-Роке
- Чаваррия
- Нуэве-де-Хулио
- Педро-Р.Фернандес

## Важнейшие населенные пункты[3]
| № | Населённый пункт  | Населённый пункт (исп.) | Категория | Население чел. (2010) | На карте                        |
| - | ----------------- | ----------------------- | --------- | --------------------- | ------------------------------- |
| 1 | Сан-Роке          | San Roque               | город     | 7323                  | 28°34′28″ ю. ш. 58°42′30″ з. д. |
| 2 | Чаваррия          | Chavarría               | город     | 2506                  | 28°57′18″ ю. ш. 58°34′21″ з. д. |
| 3 | Нуэве-де-Хулио    | Nueve de Julio          | город     | 2209                  | 28°50′31″ ю. ш. 58°49′40″ з. д. |
| 4 | Педро-Р.Фернандес | Pedro R. Fernández      | поселок   | 1585                  | 28°45′04″ ю. ш. 58°39′13″ з. д. |
| 5 | Колония-Пандо     | Colonia Pando           | поселок   | 440                   | 28°31′29″ ю. ш. 58°29′12″ з. д. |